# Pont Edith Cavell

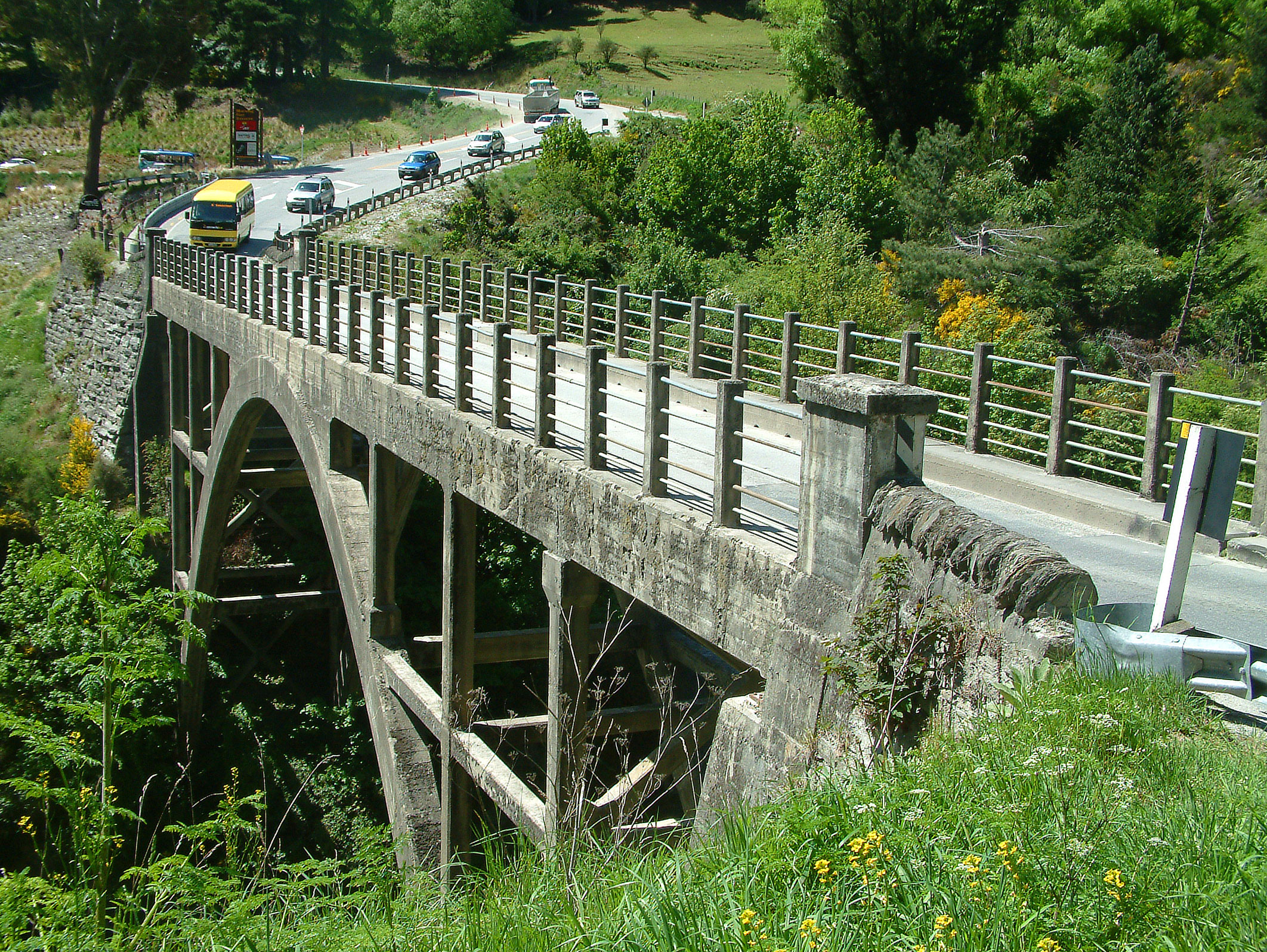
pont Edith Cavell Bridge vue de la fin de Queenstown

Le pont Edith Cavell  est un pont sur la Shotover River dans la région d'Otago dans l'Ile du Sud en Nouvelle-Zélande.

## Localisation
Il a été construit au « point Arthur » situé entre Queenstown et Arrowtown en Nouvelle-Zélande. Ce pont franchit la Shotover River. Il est situé juste à côté de l'attraction touristique des jets de la Shotover et donc souvent photographié.

## Construction
Les plans furent conçus par  F. W. Furkert, ingénieur en chef des travaux publics et son arche parabolique caractérise son allure. Ce fut le second pont de ce type construit en Nouvelle-Zélande, le  premier étant celui de Grafton Bridge (en)  à Auckland.
Il fut construit en béton et en acier entre le 1er novembre 1917 et  le 13 février 1919  par Steve Auburn et coûta plus de 8 000 £.

## son nom
La route desservie par le pont était largement utilisée par des mineurs. Un vieux mineur, Jack (John) Clark, prit sur lui de donner pour nom au pont 'The Edith Cavell Bridge' en l'honneur de la célèbre infirmière Edith_Cavell. Il vivait dans une hutte surplombant le pont. Sa suggestion ne fut pas approuvée par les autorités du comté, mais il peignit le nom 'To Cavell Bridge' sur la signalisation à l'approche du pont. Il peignit aussi 'Edith Cavell bridge' sur le pont lui-même. Dès lors le nom resta ,.